# Adrián Woll
Adrián Woll d′Obm (Saint-Germain-en-Laye, Francia, 2 de diciembre de 1795 - Montauban, Francia, febrero de 1875) fue un militar francomexicano de carrera que participó en varios de los conflictos internacionales que tuvo México en el siglo XIX.
Woll fue gobernador de Tamaulipas del 2 de mayo de 1853 al 28 de enero de 1855 y, en un segundo mandato, del 4 abril de 1855 hasta el 8 de septiembre de 1855.

## Biografía

### Del ejército napoleónico al estadounidense
Alumno brillante del Liceo de Dijon. En abril de 1813, de escasos 18 años, Woll empezó a ejercer su profesión militar a las órdenes del Primer Imperio Francés, como teniente en la Guardia Imperial, cuando Napoleón Bonaparte era ya un emperador débil, tras abandonar Rusia derrotado y perder gran parte de su ejército. En 1815, durante los “Cien días” de Napoleón, Woll fue ascendido a capitán mayor en la Décima Legión de la Guardia Nacional del Sena.
A raíz de la derrota definitiva de Napoleón en Waterloo y la llegada del rey Luis XVIII a Francia, lo que se conoce como la restauración Borbónica, Woll embarcó hacia Estados Unidos y se alistó en el ejército como sargento mayor. Como llevaba cartas con buenas recomendaciones, fue nombrado ayudante de campo del entonces joven general Winfield Scott, cuyas tropas estaban en Baltimore, Maryland.

### En las tropas de Francisco Javier Mina
Al parecer, Scott convenció a Woll de las conveniencias de alistarse en las tropas del general español Francisco Javier Mina, quien estaba en Maryland reclutando gente para su lucha contra el gobierno absolutista de Fernando VII y planeaba contribuir a que la Nueva España inclinara la balanza a favor de la monarquía constitucional. En julio de 1816, se dio de alta en las tropas del general español, como teniente coronel y zarpó en uno de los dos barcos que los llevó a Tamaulipas en una ruta que inició en Baltimore, fue a Puerto Príncipe, de ahí a la isla de Galveston, a Nueva Orleans, otra vez a Galveston y finalmente llegó a Soto la Marina, en la desembocadura del río Santander, en Tamaulipas.
De su participación en la lucha de Mina en territorio de Nueva España hay dos versiones: una, texana, que sostiene que el 15 de abril de 1817, dos días antes de que desembarcaran en Soto la Marina, Woll fue enviado a una misión en Nueva Orleans y que cuando regresó, el general Mina ya había sido derrotado y el ejército realista había recuperado el fuerte de Soto la Marina.
La otra, francesa, sostiene que Woll participó en las luchas de Mina, en la toma del fuerte, en las batallas de San Luis Potosí, en el Valle del Maíz, en la de Peotillos, en la de Real de Pinos, en la defensa del Fuerte del Sombrero, junto con Pedro Moreno; en el fallido intento de tomar Guanajuato y en la derrota del rancho de "El Venadito", donde Moreno falleció y Mina fue hecho prisionero y después fusilado el 17 de noviembre de 1817 cerca de Pénjamo, Guanajuato.

### En las tropas mexicanas
Woll decidió quedarse en la Nueva España. Se dio de alta en el ejército de Agustín de Iturbide y desde ahí participó en la consumación de la Independencia. A la caída del imperio, se quedó en el ejército, en las tropas del general Antonio López de Santa Anna, se naturalizó mexicano y se casó con Lucinda Vautrey Griggi, de quien no hay información. Durante el Motín de la Acordada, en la Ciudad de México, los días 3 a 5 de diciembre de 1828, permaneció del lado de las tropas gubernamentales. En septiembre de 1829, por su brillante participación en la batalla de Tampico, fue ascendido a coronel y fue asistente de Santa Anna. Las fuerzas mexicanas habían frustrado el intento español de reconquista. “La victoria mexicana afirmó la Independencia de México, pero pronto estalló de nueva cuenta la discordia entre los generales ávidos de poder que, terminado el periodo de  Victoria, llevó sucesivamente a encabezar el gobierno a Bravo, Guerrero, Bustamante, Santa Anna, Herrera, Paredes, Arista, etcétera. Woll fue siempre partidario del orden y el progreso.”
Miembro del ejército de Santa Anna, en 1832, fue promovido a general de la brigada y premiado con la Cruz de Tampico. Él y otros oficiales fueron encargados de entregar la bandera que tomaron los españoles al gobierno central de la Ciudad de México. En este mismo año, Woll apoyó el pronunciamiento contra el presidente Anastasio Bustamante, lo que llevó a la presidencia al General Manuel Gómez Pedraza. Desde Guadalajara, Woll lideró una pequeña pero bien organizada fuerza que triunfó en Guadalajara y otras ciudades de la región. En 1835, Woll sirvió como intendente general durante la campaña de Santa Anna que suprimió el levantamiento federalista liderado por Juan Álvarez y Francisco García.

### En la Guerra de Texas
La guerra de la independencia de Texas se llevó a cabo entre el 2 de octubre de 1835 y el 21 de abril de 1836. Woll fue el intendente general del ejército de Santa Anna en el conflicto y trabajó de cerca con el general Vicente Filisola, el segundo al mando de las fuerzas mexicanas. A principios de abril, cuando Santa Anna llegó al río Bravo, Woll se encargó de coordinar la construcción de las balsas que transportarían a las tropas que llegaban bajo el mando de Filisola.
Tras la derrota de Santa Anna en la batalla de San Jacinto, Woll fue enviado por Filisola al campamento de Texas como emisario para escuchar los términos y acuerdos del armisticio. El 30 de abril fue detenido. El general Thomas Jefferson Rusk ordenó que lo liberaran y el 12 de junio se unió al ejército mexicano en retirada, llegando tres días después a Matamoros.

### De la guerra de los pasteles a la revolución de Ayutla
En 1838-1839 se enfrentó a Francia en la guerra de los pasteles . En esa etapa, Woll quiso abandonar al ejército, para evitar pelear contra sus compatriotas, pero el gobierno mexicano se negó a su petición y lo mandó a servicio inactivo. Cuando las tropas francesas abandonaron el país, Woll se unió a Santa Anna y los centralistas en su lucha contra los federalistas. 
En noviembre de 1840, fue a Nueva Orleans, negoció unos armamentos militares y otros objetos, algunos de los cuales se adquirieron gracias a la operación de contrabando que su esposa dirigió en Saltillo.
Woll participó en los intentos mexicanos de recuperar Texas en 1842. Al frente del Ejército del Norte, capturó por unos días la ciudad de San Antonio, pero en septiembre fue derrotado en las batalla del Salado Creek el día 17 y de río Hondo el día 22, lo que consolidó la independencia texana. De regreso a Coahuila, el gobierno mexicano aclamó su campaña en Texas como si hubiera sido un éxito, lo promovió a general de división y lo premió con la Cruz de Honor. Los Texanos respondieron con la Expedición Mier. En febrero de 1843, se convirtió en comandante de la armada del norte. Desde esa posición arregló un armisticio entre México y Texas que los comisionados de ambos gobiernos firmaron el 15 de febrero de 1844, en el Río Bravo o Río Grande. 
Sin embargo, el gobierno mexicano retiró a sus comisionados al enterarse de que Texas estaba negociando en Washington por su anexión a los Estados Unidos y que los comisionados tejanos no tenían ninguna autoridad de discutir la paz permanente. Texas pretendía, además, bajar su frontera hasta el río Bravo y no hasta el Nueces, como lo definió el Tratado de Adams-Onís.
El 19 de junio, Woll recibió instrucciones desde la Ciudad de México y le envió al General de la armada de Texas Sam Houston una declaración de guerra. Durante la invasión a México de parte de los Estados Unidos en 1846, Woll participó en la armada mexicana hasta la derrota de Santa Anna en 1847. Posteriormente, se fue a Europa. En 1852, llegó a La Habana, Cuba española, donde había estado exiliado Santa Anna, y se unió con él en su regreso a México. El 20 de abril de 1853, Santa Anna nombró a Woll gobernador y comandante general de Tamaulipas. Su autoridad se extendió hasta Nuevo León y Coahuila.
En 1855 sucedió el triunfo de Juan Álvarez al frente de la revolución de Ayutla, lo cual ocasionó que Santa Anna tuviera que dejar el gobierno y el país. Woll también se retiró. 

### De la Reforma al Imperio
En 1859 Woll regresó a México, dividido por la guerra de Reforma. Era partidario del Presidente Miguel Miramón, cuyo Régimen Centralista se enfrentaba al de Benito Juárez, presidente de los Federalistas desde 1858. Lo pusieron al mando de un ejército. Venció al general Santos Degollado el 30 de agosto cerca de León y ocupó Zacatecas en noviembre. En mayo de 1860, defendió con éxito Guadalajara. Sin embargo, el gobierno de Miramón se derrumbó el 24 de diciembre, y Juárez se convirtió en el único presidente de México. Woll retornó a Francia.
En 1862 inició la intervención francesa. Woll llegó a México con las tropas que fueron enviadas por Napoleón III. Una vez que tuvieron razonable control del país, Woll regresó a Europa y formó parte del pequeño grupo que ofreció la corona de México al Archiduque Fernando Maximiliano de Austria en Miramar. 
Maximiliano recibió la corona de México el 10 de abril de 1864. Le pidió a Woll redactar un plan para organizar las fuerzas armadas que México necesitaba y llegó al país con Maximiliano el 28 de mayo. Cuando Maximiliano se disgustó con el mariscal François Achille Bazaine y exigió su retiro, mandó a Woll en el otoño de 1865 a explicarle la situación a Napoleón. 
Woll se enteró de que Napoleón III planeaba retirar las tropas francesas de México, por lo que no regresó a México. Después de la caída del Imperio Francés, se quedó en Montauban, ubicada al norte de Toulouse en el sur de Francia, donde murió en febrero de 1875, a los 80 años de edad.

### Condecoraciones y nombramientos
Woll recibió varias condecoraciones y nombramientos en México. Entre ellos, destacan: General de división, Primer ayuda de Cámara del emperador Maximiliano, Primer comendador de la orden Imperial de la Legión de honor; Gran Cruz de la Orden Imperial de Francisco José de Austria; Gran Cruz de San Gregorio; Gran Cruz de la Orden de Guadalupe; Grandes Cruces de la Independencia de México, de Tampico, entre otras. .”